# What You Do
What You Do – singel Margaret, wydany 12 maja 2017, pochodzący z jej drugiego solowego albumu studyjnego Monkey Business. Twórcami tekstu i muzyki do utworu są sama wokalistka, Arash, Robert Uhlmann, Anderz Wrethov i Thomas Karlsson. Za produkcję piosenki odpowiadali natomiast Robert Uhlmann, Arash oraz Anderz Wrethov.
Kompozycja znalazła się na 14. miejscu listy AirPlay – Top, najczęściej odtwarzanych utworów w polskich rozgłośniach radiowych.

## Geneza utworu i historia wydania
Utwór został napisany i skomponowany przez Margaret, Arasha, Roberta Uhlmanna, Anderza Wrethova i Thomasa Karlssona. Nad produkcją piosenki czuwali Robert Uhlmann, Arash i Anderz Wrethov. Natomiast dodatkową produkcję wykonał Alex Papaconstantinou.
Singel ukazał się w formacie digital download 12 maja 2017 na całym świecie za pośrednictwem wytwórni Magic Records i Extensive Music. Nagranie zostało umieszczone na drugim solowym albumie studyjnym Margaret – Monkey Business.

## Premiera utworu i wykonania na żywo
Premiera radiowa singla odbyła się 12 maja 2017 w radiach: Eska, RMF FM, RMF Maxxx i Zet. 17 czerwca piosenkarka wykonała utwór po raz pierwszy na żywo podczas gali Eska Music Awards w szczecińskiej Azoty Arenie, transmitowanej za pośrednictwem TVP1.

## „What You Do” w radiach
Nagranie było notowane na 14. miejscu w zestawieniu AirPlay – Top, najczęściej odtwarzanych utworów w polskich rozgłośniach radiowych.

## Teledysk
12 maja 2017 za pośrednictwem serwisu YouTube odbyła się premiera teledysku do piosenki. Klip został wyreżyserowany przez Konrada Aksinowicza. Teledysk był nagrywany na Cyprze, a artystka grała postać z gry komputerowej. 
13 lipca 2018 wydano alternatywną wersję klipu, gdzie Margaret występuje z tancerzami w trzech konfiguracjach kolorowych. Fragmenty wykorzystano do kampanii promocyjnej sieci komórkowej Play, która obejmowała m.in. spoty telewizyjne.

## Lista utworów
- Digital download[3]

1. „What You Do” – 3:04
2. „What You Do” (Extended) – 4:42

## Notowania
| Kraj   | Lista (2017)           | Najwyższa pozycja |
| ------ | ---------------------- | ----------------- |
| Polska | AirPlay – Top          | 14                |
| Polska | AirPlay – Nowości      | 1                 |
| Rosja  | Top Hit Weekly General | 203               |

| Kraj    | Lista (2017)                | Najwyższa pozycja |
| ------- | --------------------------- | ----------------- |
| Polska  | Radio Szczecin (SLiP)       | 36                |
| Polska  | Radio Zet (Lista przebojów) | 26                |
| Polska  | RMF FM (POPLista)           | 2                 |
| Polska  | RMF Maxxx (Hop Bęc)         | 3                 |
| Szwecja | Rix FM (Rix Topp 6)         | 1                 |

| Kraj   | Lista (2017) | Pozycja |
| ------ | ------------ | ------- |
| Polska | ZPAV         | 91      |

## Wyróżnienia
| Rok  | Konkurs                                | Kategoria                   | Rezultat    |
| ---- | -------------------------------------- | --------------------------- | ----------- |
| 2017 | Przebój lata RMF FM i Polsatu          | Przebój lata                | Nominacja   |
| 2017 | Najlepsi roku 2017 – Plebiscyt Onet.pl | Piosenka roku – Polska      | 10. miejsce |
| 2017 | Gorąca 100                             | 100 największych hitów 2017 | 75. miejsce |
| 2017 | Przebój roku RMF FM 2017               | Przebój roku                | 33. miejsce |
| 2018 | Polsat SuperHit Festiwal 2018          | Radiowy przebój roku        | Nominacja   |